# William Golding
William Gerald Golding (Newquay, 19 de septiembre de 1911-Perranaworthal, 19 de junio de 1993) fue un novelista  y poeta británico, galardonado con el premio Nobel de literatura en 1983, conocido especialmente por su obra El señor de las moscas.

## Infancia y juventud

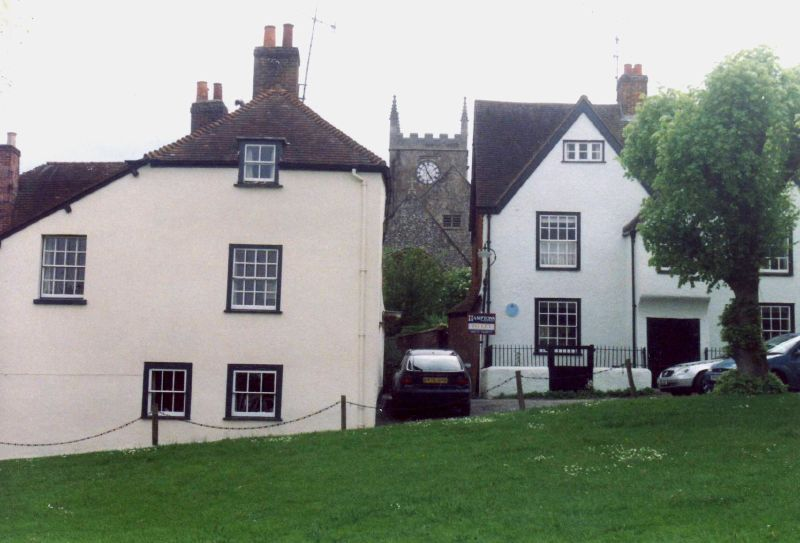
Casa de Golding en Marlborough.

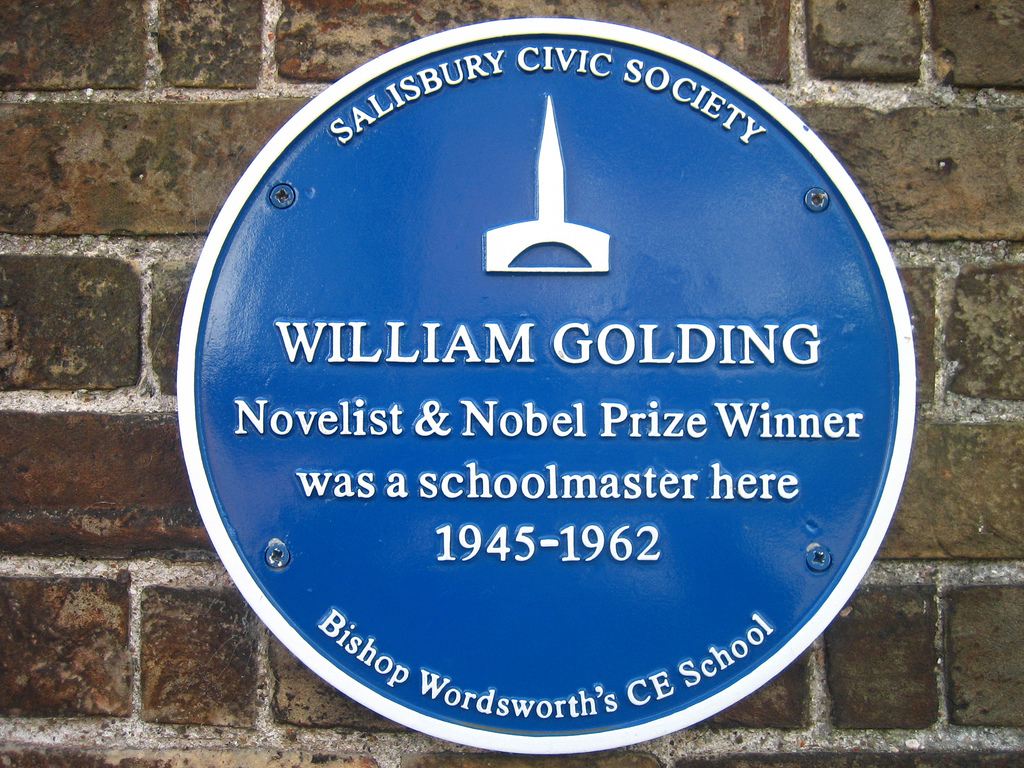
Placa conmemorativa de William Golding en el colegio donde ejerció como profesor, en Salisbury, Wiltshire.

Nació en Newquay, Cornualles, en 1911 y creció en Marlborough, en cuya escuela su padre era profesor de ciencias, Alec Golding. El profesor Golding se definía como socialista con una gran confianza en el racionalismo científico, hecho que influyó decisivamente en sus dos hijos, William y Joseph, mientras que su madre, Mildred, era una ferviente defensora del sufragio femenino. En 1930, William comenzó a estudiar ciencias naturales en el Brasenose College de Oxford para complacer a su padre, pero dos años después cambió a los estudios de literatura inglesa, con el sueño de convertirse en poeta, al estilo de Shakespeare y Tennyson.
En el otoño de 1934 se publicó su primer libro de poesía, Poems, que posteriormente repudió, y al año siguiente comenzó su trabajo como profesor en la escuela Michael Hall, en el sur de Londres, trabajo que abandonó dos años después para volver a Oxford, donde preparó su doctorado.
En 1939, unas semanas antes de la declaración de guerra que condujo a la Segunda Guerra Mundial, contrajo matrimonio con Ann Brookfield. En abril del año siguiente comenzó a trabajar como profesor en la Bishop Wordsworth’s School de Salisbury. A los cinco meses de la boda, en septiembre, nació su primer hijo, David. Dos meses después, en diciembre de 1940, ingresó en la Royal Navy.

## Durante la Segunda Guerra Mundial
Golding comienza su servicio militar en el HMS Galatea en el Atlántico norte y como marinero participa en la famosa persecución y destrucción del acorazado alemán Bismarck, pero después es trasladado a Liverpool para tareas de vigilancia terrestre. En 1944 pide volver al mar y forma parte del apoyo naval durante el desembarco de Normandía.
Una vez finalizada la guerra, vuelve a sus clases, dejando definitivamente la Royal Navy con el nacimiento de su segunda y última hija, Judith Diana.

## Escritor y novelista
En 1952 comienza a trabajar en una novela titulada Strangers from Within (Extraños desde el interior), que después de ser rechazada por varios editores, es publicada en 1954 por Faber and Faber con el título Lord of the Flies (El señor de las moscas), su obra más emblemática y conocida. Esta obra trata de lo que puede llegar a hacer el ser humano en situaciones tan dramáticas como el estar perdidos en una isla.
Cultiva también el teatro, con la obra The Brass Butterfly, estrenada en 1958 y basada en su relato anterior Envoy Extraordinary y la crítica literaria, escribiendo para The Bigman y The killer.
En su lugar de residencia, Bowerchalke, cerca de Salisbury, entabla amistad con James Lovelock, conocido científico independiente, al que apoya en su teoría de que la vida en la Tierra se comporta como un único organismo, para el que el propio Golding sugiere el nombre de Gaia, la diosa griega de la Tierra.
En 1962 deja su trabajo como profesor para dedicarse a la literatura a tiempo completo, dando conferencias sobre El señor de las moscas y escribiendo ensayos sobre sociología y literatura, recopilados en The Hot Cakes y A moving car.
Tras una experiencia de «sequía creativa» desde 1968 a 1970, publica de nuevo su relato Envoy Extraordinary, junto a otros dos relatos en The Scorpion God (El dios escorpión, 1971) y comienza a escribir un Diario en el que cuenta tanto experiencias personales como sus dificultades creativas.
En 1980 comienza su trilogía To The Ends Of The Earth, donde deja entrever su pasión por el mar y la navegación a través del periplo mundial de su protagonista, Edmund Talbot, y que finalizará entre 1989 y 1991.
En diciembre de 1992 tiene que ser intervenido de un melanoma maligno en la cara, del que es operado satisfactoriamente. Comienza a escribir una nueva novela, The Double Penetration (La lengua oculta, ambientada en Delfos durante el Imperio romano), que deja inacabada al morir de un infarto el 19 de junio de 1993 y se publica post-mortem en 1996. Está enterrado en el cementerio de Bowerchalke, Reino Unido.

## Premios y menciones honoríficas
Es galardonado con el Premio Nobel de Literatura en 1983. En el anuncio de la elección, el jurado del Premio Nobel compara a Golding con Herman Melville en estos términos:

Las novelas e historias de William Golding no son sólo sombrías enseñanzas morales u oscuros mitos sobre el mal y las fuerzas de traición y destrucción. También son relatos llenos de aventuras y color que pueden ser disfrutados como tales, por su alegre narrativa, inventiva y emoción. Sus obras, con la perspicacia de la narrativa realista, y la diversidad y universalidad del mito, iluminan la condición humana del mundo actual.

En 1970 se presentó como candidato a canciller de la Universidad de Kent en Canterbury, pero perdió frente al político y líder del partido liberal Jo Grimond.
En 1988 fue nombrado sir, caballero de la Orden del Imperio Británico por la reina Isabel II y en 1992 doctor honoris causa por la Universidad de Oviedo, España.
Su obra Darkness Visible ganó el premio James Tait Black Memorial en 1979 y Rites of Passage consigue en 1980 el premio Booker del Reino Unido.
| Predecesor: Gabriel García Márquez | Premio Nobel de Literatura 1983 | Sucesor: Jaroslav Seifert |

## Estilo literario y temática
En sus novelas más reconocidas cultiva un estilo de ficción alegórica en el que alude frecuentemente a la literatura clásica, la mitología y el simbolismo cristiano. Sus obras no siguen una línea argumental única y la técnica de composición varía, pero en todas destaca la violencia inherente al ser humano y la respuesta sensata y cívica contra la barbarie y la guerra, mostrando las ambigüedades y fragilidades de la civilización occidental.
La mayor parte de sus textos exploran los dilemas morales y las reacciones de las personas cuando son sometidas a situaciones extremas, así como sobre la crueldad innata en el ser humano. Si en El señor de las moscas los protagonistas son un grupo de niños en una isla desierta, en The Inheritors (Los herederos, 1955) es una tribu de Neanderthales enfrentados a los violentos Homo sapiens y en Pincher Martin (Martín el náufrago, 1956) es un solo hombre el que representa la lucha de la inteligencia contra los enemigos naturales del hombre.

### Originalidad
Los críticos coinciden en señalar la gran originalidad de Golding como novelista. Se atreve a experimentar con sus personajes temas polémicos y fundamentales de una forma indirecta, con símbolos del bien, del mal, de la moral, del orden y de la destrucción evidentes pero raramente clarificados. En este sentido se aparta de la literatura contemporánea al enfrentar al lector a sus propias debilidades y miedos, al salvaje que subyace bajo la fachada del comportamiento civilizado y que se destapa con violencia cuando las circunstancias extremas lo requieren.
Los cinco años que pasó en la Royal Navy durante la guerra le causaron un enorme impacto, exponiéndole a la increíble barbaridad y crueldad de la que es capaz la humanidad. Rechazando el optimismo racionalista de su padre acerca del desarrollo humano, se convenció a sí mismo de la maldad intrínseca al ser humano:

Cualquiera de mis contemporáneos que no entienda que el hombre produce maldad, como una abeja produce miel, debe de estar ciego o mal de la cabeza.

El argumento general de sus principales novelas es esquemático, sazonado como un relato de aventuras, pero en el sustrato de su obra se oculta el patrón universal del mito del mal. En sus obras se desmarca de la utopía racional de H. G. Wells y de los que piensan que el origen del mal se encuentra en las estructuras y sistemas políticos. La violencia brota de las profundidades del hombre y es siempre la creadora de los modelos sociales destructores, como el nazismo. El ansia de poder y de autoafirmación es el que causa en los personajes de Golding la caída al estado de barbarie. Por eso la fuente de la violencia social es, para el autor, la propia naturaleza humana y las elecciones que hagan los hombres con su libertad.

### Personajes
La maldad suele buscar en sus novelas un chivo expiatorio sobre el cual hacer recaer las culpas de la humanidad. Puede ser imaginario, como el monstruo de El señor de las moscas, pero finalmente se encarna el papel de chivo expiatorio en una persona, bien sea un niño, como Simon de El señor de las moscas (1954) o el reverendo que muere de vergüenza en Rites of passage (1980).
Frente a esta barbarie, destaca la figura de la sensatez, que intenta mantener la racionalidad, aunque frecuentemente sea débil en su defensa, como Piggy en El señor de las moscas.

### Pesimismo
A pesar de su reputación de pesimista acerca de la naturaleza humana, tiene fe en la victoria final del bien en la historia:

Creo que el bien vencerá finalmente al mal. No sé cómo, pero tengo fe en su victoria. (...) No soy ni un teólogo ni un filósofo, sólo un narrador de historias. (...) Básicamente soy un optimista. Intelectualmente puedo ver que el equilibrio del hombre se encuentra 50 %-50 %, y sus posibilidades de estallar son de una a una. No puedo contemplar esto más que intelectualmente. Simplemente soy incapaz de creer que esto pase. Esto significa que soy por naturaleza un optimista y por convicción intelectual un pesimista, supongo.

### Trasfondo religioso
Su concepción del mundo tiene un trasfondo cristiano, pero difícilmente en el sentido ordinario. El autor cree en un cierto tipo de «caída» del hombre, como el relato bíblico de la expulsión del paraíso, desde un estado de primitiva inocencia, como se observa especialmente en The Inheritors (1955), a un estado de barbarie. Pero si bien las tendencias al altruismo y a la destrucción son innatas e inseparables en el ser humano, la elección por la violencia supone una negación de la auténtica y bondadosa naturaleza del hombre, como la rebelión de Adán y Eva conllevan una pérdida del favor de Dios.
No todo es maldad en la humanidad y no todo es negro en la imaginación de Golding. La inocencia no está nunca enteramente perdida y siempre hay salida frente a la violencia, a través del esfuerzo personal por ejercer la propia libertad con sentido común. Frente a la habilidad para matar del hombre se sitúan los ideales, creencias y la fe en el bien, compartidos por seres humanos de todas las religiones y de todas las épocas.

## Defensor de la existencia del monstruo del lago Ness
William Golding se destacó también por ser uno de los mayores defensores de la existencia del monstruo del lago Ness y escribió numerosos artículos sobre la supuesta criatura en la revista Popular Science.